# Di cốt hồ Mungo

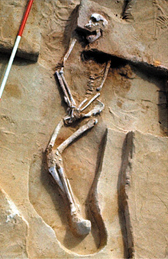
Di cốt Mungo Man LM3

Những di cốt hồ Mungo gồm ba bộ di cốt nổi bật: Hồ Mungo 1 (còn gọi là Mungo Lady, LM1, hay ANU-618), Hồ Mungo 3 (còn gọi là Mungo Man, Hồ Mungo III, hay LM3), và Hồ Mungo 2 (LM2).
Hồ Mungo nằm trong Vườn quốc gia Mungo, thành phần của Vùng các hồ Willandra, một di sản thế giới ở New South Wales, Australia.
LM1 được phát hiện vào năm 1969 và là một trong những hài cốt hỏa táng được biết đến lâu đời nhất trên thế giới. LM3, phát hiện năm 1974, là một cư dân của những người đầu tiên của lục địa Úc, người được cho là đã sống giữa 40 và 68 Ka BP (Kilo annum before present, ngàn năm trước đây), trong thế Pleistocene. Các di cốt được cho là của con người hiện đại về giải phẫu lâu đời nhất được tìm thấy ở Úc cho đến nay. Độ tuổi chính xác của hài cốt là một vấn đề đang tranh cãi.

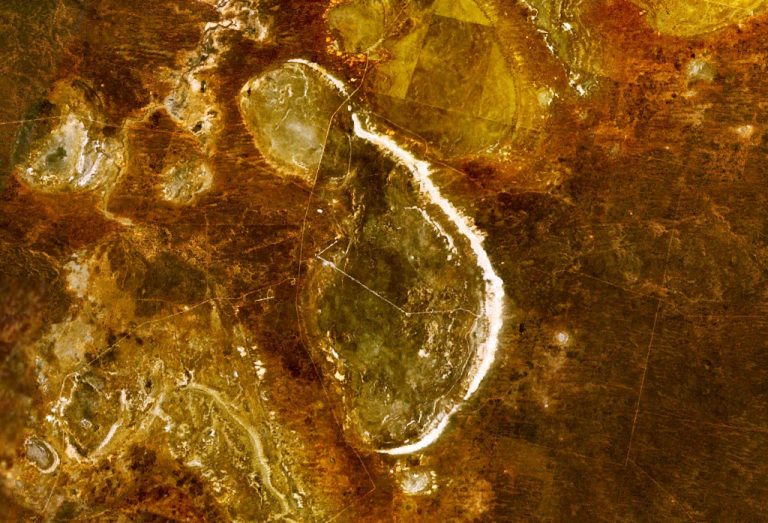
Ảnh chụp Hồ Mungo từ Landsat 7. Đường màu trắng xác định bờ phía đông của hồ là các đụn cát, hoặc mặt nhật, nơi tìm thấy hầu hết các tài liệu khảo cổ học.

## Di cốt Mungo 1
Di cốt LM1 được Jim Bowler ở trường Đại học Melbourne phát hiện vào năm 1969 trong vùng các hồ Willandra.
LM1 đã được định tuổi bằng 14C cho ra 24,70 đến 19,03 Ka BP. Định tuổi than củi từ nền lò 15 cm ở trên điểm mai táng thì cho ra 26,25 ± 1,12 Ka BP. Di cốt bảo tồn kém. Thông tin rất hạn chế đã được công bố trước khi di cốt được "hồi hương" vô điều kiện cho người dân bản địa Úc vào năm 1992. Mô tả sơ sài di cốt, cùng với hạn chế quyền truy cập vào các dữ liệu nguyên thủy làm khó đánh giá các tài liệu đã công bố.
Di cốt LM1 hiện thuộc các chủ sở hữu truyền thống, một liên minh gọi là Bộ ba Bộ lạc truyền thống (3TTG), gồm Paakantji, Mathi Mathi, và Ngiyampaa. LM1 là biểu tượng của sự chiếm lĩnh của thổ dân lâu đời tại Úc, và cũng là biểu tượng quan trọng cho cả các nhà khảo cổ. LM1 được đặt trong hầm có khóa ở trung tâm triển lãm Vườn quốc gia Mungo. Hầm có một khóa đôi và chỉ có thể được mở ra nếu đủ hai chìa. Một chìa được các nhà khảo cổ giữ, và một chìa của người bản địa.